# الدوري الإسباني الدرجة الثانية ب 2015–16
الدوري الإسباني الدرجة الثانية بي 2015–16 (بالإسبانية: Segunda División B de España 2015-16)‏ هو موسم من الدوري الإسباني الدرجة الثانية بي. فاز فيه نادي جامعة مرسية.